# The Whorror
The Whorror è il primo EP del gruppo musicale statunitense Motionless in White, pubblicato il 3 luglio 2007 dalla Masquerade Recordings.

## Tracce
Tracce originali
1. The Whorror – 0:51
2. Schitzophrenicannibalisticsexfest.com – 4:18
3. She Never Made It To The Emergency Room – 4:04
4. We Put The Fun In Funeral – 2:19
5. Just When You Thought We Couldn't Get Any More Emo, We Go And Pull A Stunt Like This – 3:34
6. Black – 2:15
7. Apocolips – 5:07

Edizione rimasterizzata
1. Just When You Thought We Couldn't Get Any More Emo, We Go And Pull A Stunt Like This – 3:34
2. She Never Made It To The Emergency Room – 3:12
3. We Put The Fun In Funeral – 2:19
4. Black – 2:18
5. Apocolips – 3:57
6. Schitzophrenicannibalisticsexfest.com – 4:18

## Formazione
- Chris "Motionless" Cerulli - voce
- Joshua Balz - tastiera
- Mike Costanza -  chitarra solista
- TJ Bell -  chitarra ritmica
- Frank Polumbo - basso
- Angelo Parente - batteria